# Google月球
Google月球是一个类似Google地图的一项显示月球卫星图像的电子地图服务。
Google月球于2005年7月20日，也是阿波罗11号登月36周年之际推出。2009年7月20日，正值庆祝阿波罗11号成功发射40周年之际，Google月球能出现在Google地球软件裡。

## 使用Google地球查看
2009年7月20日，Google公司为庆祝阿波罗11号成功发射40周年，推出新版本的Google地球，这个版本允许用户在软件中查看月球的卫星图片，且包括月球的三维地形渲染功能。